# Cornelia Behm
Pour les articles homonymes, voir Behm.
Cornelia Behm (née le 20 septembre 1951 à Kleinmachnow) est une femme politique allemande (Alliance 90 / Les Verts). 

## Biographie
Après avoir étudié l'Eigenherdschule à Kleinmachnow, Cornelia Behm étudie à l'école secondaire étendue (EOS) Hermann von Helmholtz à Potsdam de 1966 à 1970 et termine sa formation professionnelle pour devenir une ouvrière qualifiée en tant qu'opératrice de chemin de fer d'entreprise et de transport. Elle étudie ensuite une école technique qu'elle quitte en 1972 en tant qu'assistante technique agricole (LTA) pour la protection des cultures. Elle travaille ensuite en tant que LTA à l'Institut de recherche sur la protection des végétaux de Kleinmachnow. En 1978, elle travaille ensuite à l'institut d'hygiène du district ou d'inspection à Potsdam et étudie à temps partiel à l'Université Humboldt de Berlin. Après avoir obtenu son diplôme d'ingénieur agricole en 1984, elle travaille comme assistante de recherche à l'Inspection d'hygiène du district de Potsdam jusqu'en 1990. 
De 1991 à 1996, Cornelia Behm est évaluatrice au TÜV Umwelt Berlin Brandenburg GmbH, puis de 1997 à 2002 employée au ministère de l'environnement et de l'agriculture de l'État de Brandebourg. 
Cornelia Behm est mariée, a deux enfants et vit à Kleinmachnow. 

## Parti
Après avoir été impliquée dans des groupes religieux pendant de nombreuses années, Cornelia Behm est devenue membre de Demokratie Jetzt en 1989. Depuis 1993, elle est membre de l'Alliance 90 / Les Verts et de 2000 à 2002, elle est membre du comité exécutif  des Verts de l’arrondissement de Potsdam-Mittelmark. 
En 2001, Cornelia Behm obtient un résultat de 20,45% des voix en tant que candidate à la mairie de la "Bürgerfraktion" (Bündnisgrüne, "Citoyens pour une bonne qualité de vie à Kleinmachnow" et FDP). 

## Parlementaire
De 1990 à 2002, Cornelia Behm est membre du conseil municipal de Kleinmachnow. 
De 2002 à 2013, elle est députée du Bundestag. Elle est porte-parole du groupe parlementaire Alliance 90 / Les Verts pour le développement rural et la politique forestière. 
Cornelia Behm est toujours élue au Bundestag via la liste proportionnelle de Brandebourg. Behm ne se présente pas aux élections fédérales de 2013. 